# 오블로모프
《오블로모프》(러시아어: Обломов, 문자 개혁 이전: Обломовъ)는 러시아의 작가 이반 곤차로프의 두 번째 소설이자 장편 소설의 하나로, 1859년 처음 출판되었다. 제1부 가운데 <오블로모프의 꿈>만이 1849년에 따로 떼어 발표되었고 그 후 단속적으로 집필이 진행되어 10년이 걸려 완성되었다.

## 줄거리
주인공인 지주 오블로모프는 교양도 있고 착하며 순진한 사람이나 1년 내내 평상복을 입고 소파에서 뒹굴고 있다. 그는 일체 행동을 하지 않는다. 그의 이러한 성격은 농노제가 지배하는 시골에서 어릴 때부터 하인의 시중을 받고, 심지어 양말까지도 남이 신겨주는 응석받이 생활을 했기 때문이다. 그러한 그에게 정신적으로 바로 설 듯이 보이는 기회가 찾아든다. 지성과 실천력이 넘치는 매력적인 처녀 올리가가 그 앞에 나타나 서로 사랑하게 되기 때문이다.
그러나 그에게는 사랑을 한다는 것조차 ‘더할 나위 없이 어려운 인생학교’로 밖에는 생각되지 않는다. 두 사람은 헤어지고 오블로모프는 이전의 나태한 생활로 되돌아간다. 그리고 마지막에는 영락(零落)한 끝에 죽고 만다.

## 평가
이 작품에 대해 도브롤류보프는 평론 <오블로모프슈치나(오블로모프 기질)란 무엇인가>를 써서, 철저한 ‘사냥꾼’ 오블로모프의 성격은 러시아 사회의 병폐를 보편적으로 나타내는 것임을 해명했다.